# Municipio 6 di Milano
Il municipio 6 (Navigli, Barona, Lorenteggio) è una delle nove circoscrizioni comunali di Milano.
La sede del Consiglio è in viale Legioni Romane 54.

## Descrizione del municipio
L'attuale municipio 6 si estende verso sud-ovest dalla cerchia dei Bastioni spagnoli, nel tratto della Darsena di Porta Ticinese, fino ai confini tra la città e Corsico. Comprende l'area dei quartieri Porta Genova, Giambellino, Lorenteggio e Barona, ed è attraversata dal Naviglio Grande. La popolazione complessiva del municipio, tenendo conto anche degli stranieri residenti: 27 476 persone, è di 152 942 abitanti. Inoltre, una parte del parco agricolo Sud è compreso in quest'area.

## Suddivisioni
Il municipio 6 comprende i seguenti quartieri: Ticinese-Conchetta, Moncucco-San Cristoforo, Barona, Cantalupa, Ronchetto sul Naviglio-Lodovico il Moro, Giambellino, Porta Genova, Bande Nere, Lorenteggio, Parco dei Navigli e Washington.

## Vecchia suddivisione
Secondo la vecchia suddivisione, in vigore dal 1978 al 1999, la denominazione "zona 6" indicava una parte del territorio attualmente occupato dal municipio 8. L'attuale municipio 6 era suddiviso nella zona 16 (Barona, Ronchetto sul Naviglio), nella zona 17 (Lorenteggio, Inganni) ed una parte della zona 5 (Porta Ticinese, Porta Genova).

## Etnie e minoranze straniere
Secondo il Comune di Milano, gli stranieri residenti nel municipio 6 sono 27.476, il 17,96% del totale.

## Servizi presenti nel municipio

### Biblioteche rionali
Nel municipio 6 sono presenti due biblioteche rionali: la biblioteca "Lorenteggio", che si trova in via Odazio al centro di un giardino pubblico, e la biblioteca "Sant'Ambrogio", nel quartiere della Barona, in via san Paolino 18.

### Centri di aggregazione giovanile
I centri di aggregazione giovanile (C.A.G.) offrono servizi ricreativi e didattici rivolti a giovani adolescenti, nei quartieri periferici di Milano.
I CAG presenti nel municipio 6 sono: il centro "Paspartù" in via Murialdo 9; il centro "Creta" in via Zurigo 65; il diurno "Giambellino" in via G. Bellini 6; il centro IRDA in via Vignoli 35.

### Centri di aggregazione multifunzionali
I centri di aggregazione multifunzionale (C.A.M.) fanno parte di un servizio erogato dal Comune di Milano, tramite le strutture del decentramento, e il loro obiettivo è quello di favorire l'aggregazione sociale, lo svolgimento di attività ricreative, culturali, formative e sportive.
Le sedi dei C.A.M. nel municipio 6 sono in viale Legioni Romane 54, in via Antonio Di Rudinì 14, in via San Paolino 18 e in via La Spezia 26/1 (interno Parco Spezia/Robinson).

### Istituti scolastici
Il municipio 6 comprende asili nido privati e convenzionati con il Comune di Milano (Arcobaleno) 32 scuole materne, 22 elementari, 15 medie inferiori, 9 medie superiori e una università (IULM).

### Ospedali
L'ospedale San Paolo ha sede nel municipio 6.

### Case di Riposo per anziani
Famagosta (vicino all'Ospedale San Paolo).

## Luoghi di interesse
- Stazione di Milano Porta Genova
- Stazione di Milano San Cristoforo

## Parchi
- Parco Don Giussani 43.100 m2
- Parco dei Fontanili 465.000 m2
- Parco La Spezia 45.000 m2
- Parco Teramo Barona 97.309 m2
- Parco Berna-Ciclamini 56.832 m2
- Giardino Vincenzo Muccioli
- Giardino Yitzhak Rabin
- Parco Cascina Bianca / Cascina Carliona

## Stazioni
Stazioni della Metropolitana di Milano:
- Bisceglie, Inganni, Primaticcio e Bande Nere.
- Famagosta, Porta Genova e Romolo.
- Coni Zugna, California, Bolivar, Tolstoj, Frattini, Gelsomini, Segneri e San Cristoforo.

Stazioni ferroviarie:
- Ferrovie dello Stato: Porta Genova, Romolo e San Cristoforo.

## Architetture religiose
- Santa Rita da Cascia
- San Silvestro
- Santa Bernadetta
- Santa Maria Ausiliatrice
- San Cipriano
- San Giovanni Bono
- Santi Nazaro e Celso.[6]
- San Cristoforo
- Santa Maria delle Grazie al Naviglio, su naviglilive.it. URL consultato il 27 febbraio 2012 (archiviato dall'url originale il 1º marzo 2012).
- Santa Maria del Rosario
- Immacolata Concezione
- San Benedetto
- San Curato d'Ars
- Santi Patroni d'Italia
- San Vito al Giambellino
- San Giovanni Battista alla Creta
- San Leonardo Murialdo